# Hiéroglyphe égyptien G29
Pour les articles homonymes, voir Jabiru (homonymie).

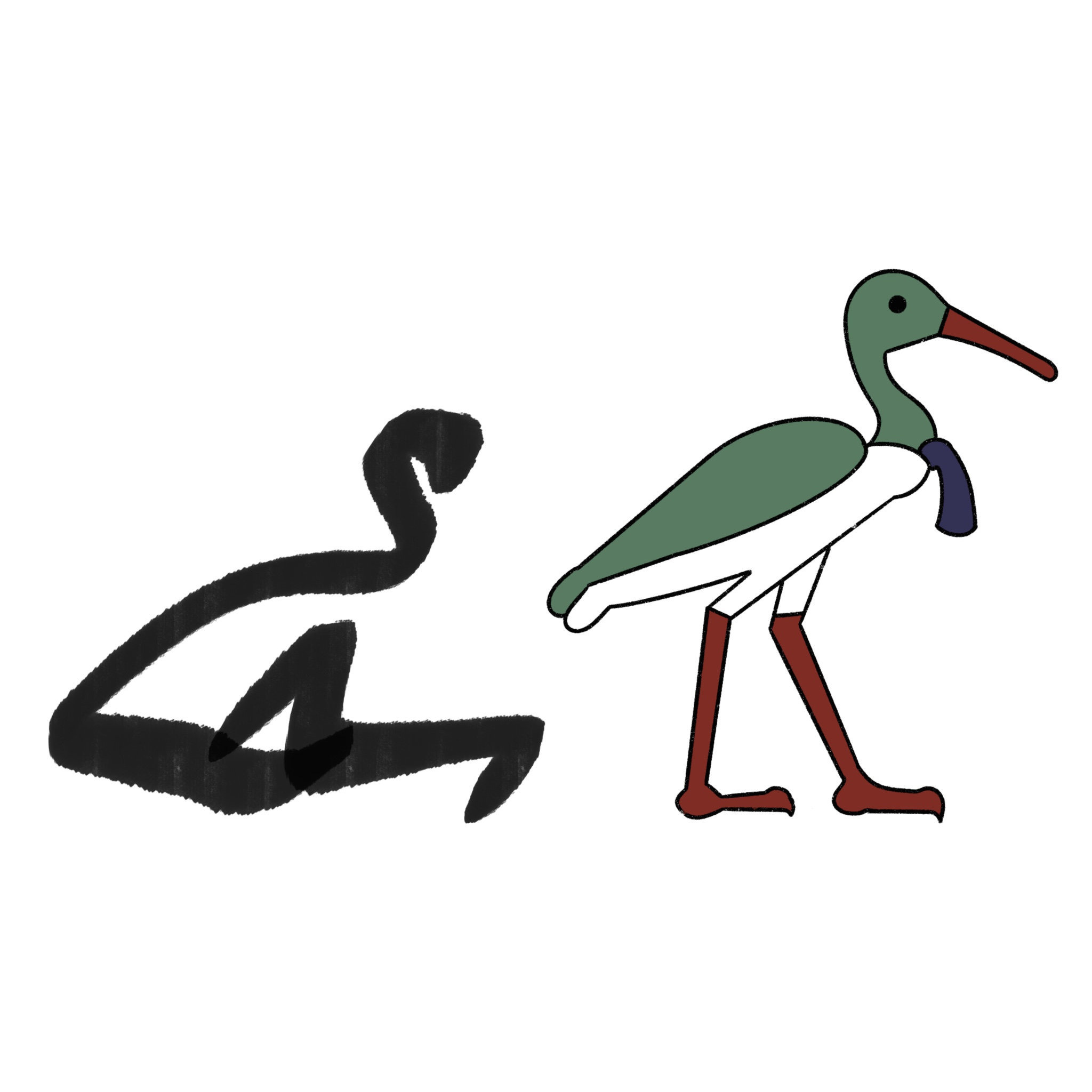
Version hiératique et hiéroglyphique

Le jabiru, en hiéroglyphes égyptiens, est classifié dans la section G « Oiseaux » de la liste de Gardiner ; il y est noté G29. 

## Représentation
Il représente l'oiseau bȝ, originellement probablement un jabiru d'Afrique (Ephippiorhynchus senegalensis). La « goutte pectorale » particulièrement grande est peut être un souvenir des caroncules du jabiru mâle. Le jabiru ayant visiblement disparu d'Égypte au début de l'aire pharaonique. Il ressemble donc dès l'Ancien Empire à une cigogne noire (Ciconia nigra) . Il est translittéré bȝ.

## Utilisation
| G29 | Z1 |

| G29 | Z1 |

d'où découle sa fonction en tant que phonogramme bilitère de valeur bȝ.
| G29 | Z1 | , | R7 | G29 | et | b | G29 |

| G29 | Z1 | , | R7 | G29 | et | b | G29 |

## Exemples de mots
| k · G29 | A1 |

| k · G29 | A1 |

| x | b | G29 | A | U7 · a |

| x | b | G29 | A | U7 · a |

| g | b | G29 | A | D41 · N23 · Z1 |

| g | b | G29 | A | D41 · N23 · Z1 |